# Pachycraerus hyalus
Pachycraerus hyalus är en skalbaggsart som beskrevs av Lewis 1910. Pachycraerus hyalus ingår i släktet Pachycraerus och familjen stumpbaggar. Inga underarter finns listade i Catalogue of Life.